# Dominikus Debler

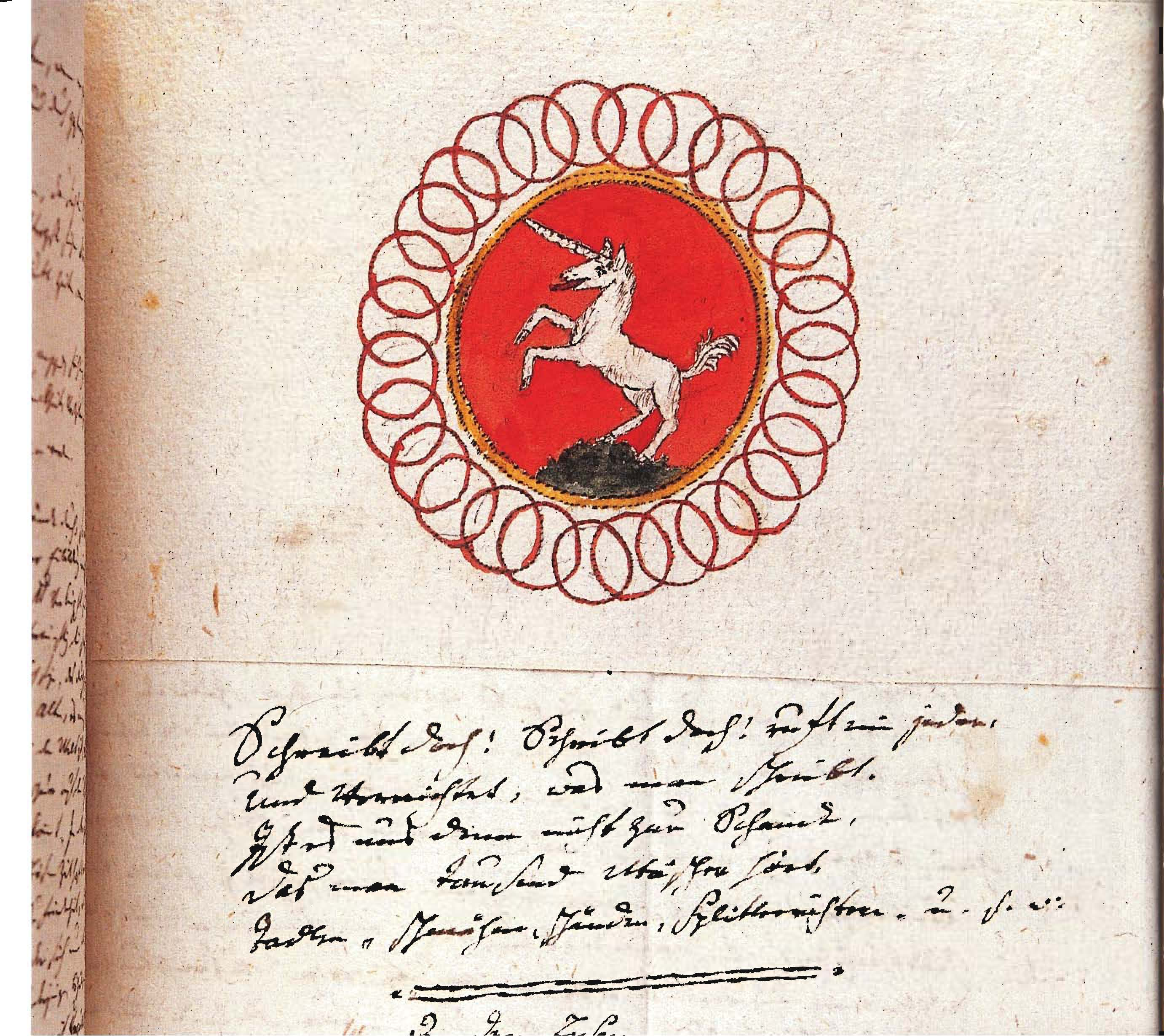
Seite aus der Debler’schen Chronik mit dem Gmünder Wappen

Johann Jakob Dominikus Debler (* 20. Juli 1756 in Schwäbisch Gmünd; † 8. Oktober 1836 ebenda; auch J.J. Dominikus Debler) war ein deutscher Chronist.

## Leben
Geboren als Sohn des Handelsmannes Franz Melchior Debler und der Patriziertochter Maria Theresia von Stahl, wuchs Debler im Vorgängerbau des heutigen Rathauses von Schwäbisch Gmünd auf und besuchte das Gymnasium der Franziskaner in der Schmalzgrube. Wohl von 1773 bis 1775 studierte er an der Universität Dillingen.
Am 24. Mai 1784 ging Debler die Ehe mit Anna Maria Baumhauerin ein und zog in ihr Haus am Gmünder Marktplatz (späteres Haus Buhl, Marktplatz 9), wo er begann, seine Gmünder Chronik zu verfassen und das Gmünder Stadtgeschehen zu protokollieren. Bis er das Haus 1815 verkaufen musste, lebte er hier. Nach dem Tod seiner ersten Frau 1788 ehelichte er noch im selben Jahr die Wirtstochter Maria Franziska Köhlerin, die eine beträchtliche Mitgift in die Ehe brachte. Mit ihr hatte er sieben Kinder, von denen fünf früh starben. 1799 ließ sich Debler zum Delegierten für die Städtische Armenanstalt wählen. Nachdem seine zweite Ehefrau 1811 verstorben war, heiratete er 1820 zum letzten Mal. Mit der Mesnerstochter Maria Anna Müllerin von Rechberg hatte er fünf Kinder, von denen nur eines überlebte: Paul, der 1850 in die USA auswanderte.
Trotz der reichen Abstammung und den erheblichen Mitgiften verarmte Debler ab etwa 1810, da er als Kaufmann offenkundig wenig glücklich agierte. Er musste seinen Immobilienbesitz aufgeben und zuletzt (ab 1824) von der Armenunterstützung des Gmünder Spitals leben. 1819 bewarb er sich vergeblich um die Mesnerstelle auf dem St. Salvator.

## Deblers Chronik
Ein „lederner, bienenfleißiger Sammler aller nur irgendwo erreichbaren Gamundiana“, so charakterisierte Peter Spranger den Chronisten. Vermutlich hat die Verlusterfahrung um 1800 und verstärkt nach 1802, als die Reichsstadt Schwäbisch Gmünd an Württemberg fiel, Debler motiviert, seine Chronik zusammenzutragen, die mit 18 Bänden und über 17.500 großformatigen Seiten eine der umfangreichsten handschriftlichen Stadtchroniken überhaupt darstellt. Chronica. Beschreibung der Heil Rom. uralt gantz katholischen Kaiserl. Königl. Freyen Reichs Stadt Schwab. Gemünde lautet der Titel in Band 1, Seite 19. Die Chronik hat Bedeutung sowohl als Überlieferung anderweitig nicht erhaltener Quellen (Archivalien und Chronistik), sowie als zeitgeschichtliche Berichterstattung vor allem für die Zeit von 1780 bis 1830. Sie kann als Zeugnis für den Lesegeschmack eines Bürgers um 1800 gesehen werden, enthält Band 15 nichts Ortsgeschichtliches, aber etwa ein Kochbuch und ein Rechenbuch. Sie stellt eine bedeutende Bilddokumentation dar, da Debler die Bände mit eigenhändigen, meist jedoch eher unbeholfenen Zeichnungen ausschmückte – unter anderem ist bei ihm das Aussehen des Alten Rathauses von Schwäbisch Gmünd festgehalten. Ebenfalls Bedeutung hat die Chronik als Quelle für Erinnerungskultur und das lebendige Erzählen seiner Zeit.
1857 wurde die Chronik Deblers von der Stadt für 75 Gulden erworben. Für die Stadtgeschichte von Michael Grimm war sie eine wichtige Quelle. 1880 bemühte sich der Archivrat Paul Friedrich von Stälin für das württembergische Staatsarchiv vergeblich um das Werk. In der Folgezeit wurde es zwar von Rudolf Weser benutzt, geriet aber weitgehend in Vergessenheit. 1928 entdeckte der spätere Stadtarchivar Albert Deibele Deblers Chronik wieder. 1937 und 1993 wurde die Chronik restauriert.

## Ehrungen
1962 wurde in Schwäbisch Gmünd die Dominikus-Debler-Straße nach dem Chronisten benannt. Seit 2004 wird in Schwäbisch Gmünd ein Sumatra-Cigarillo verkauft, der den Namen des Chronisten trägt.

## Debler als Bildberichterstatter

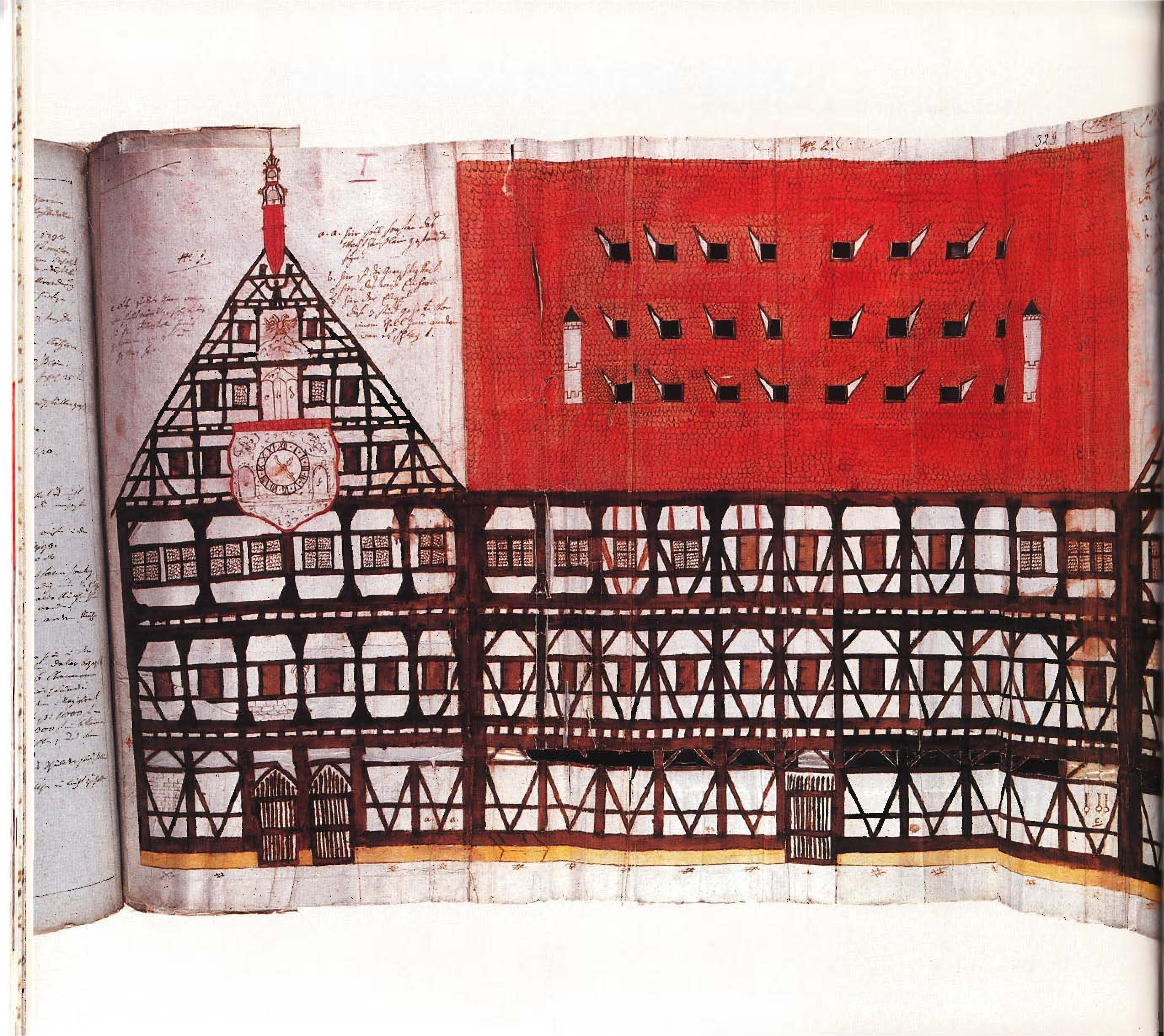
Altes Rathaus auf dem Marktplatz (abgebrochen)
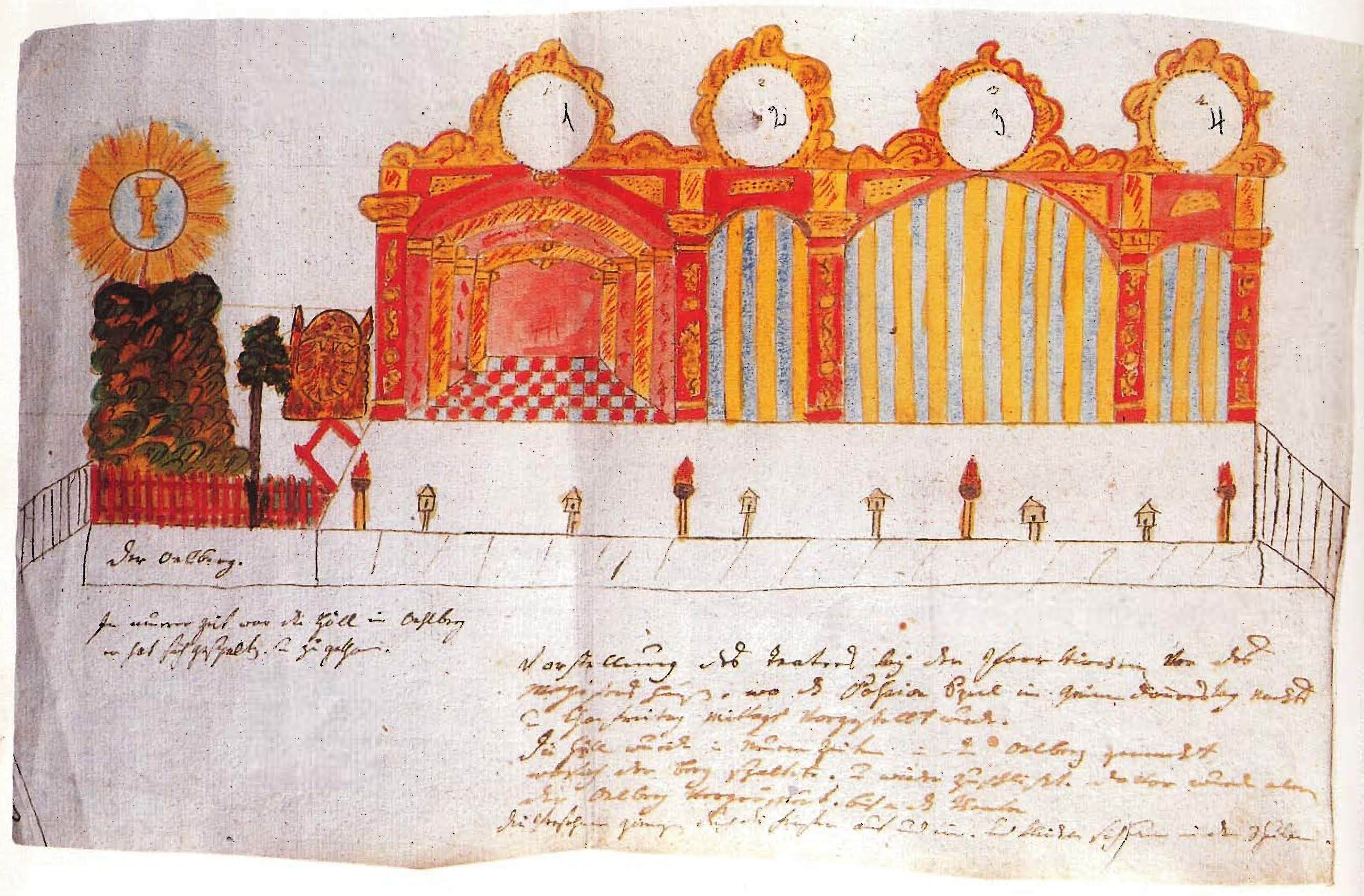
Bühne des Gmünder Passionsspiels
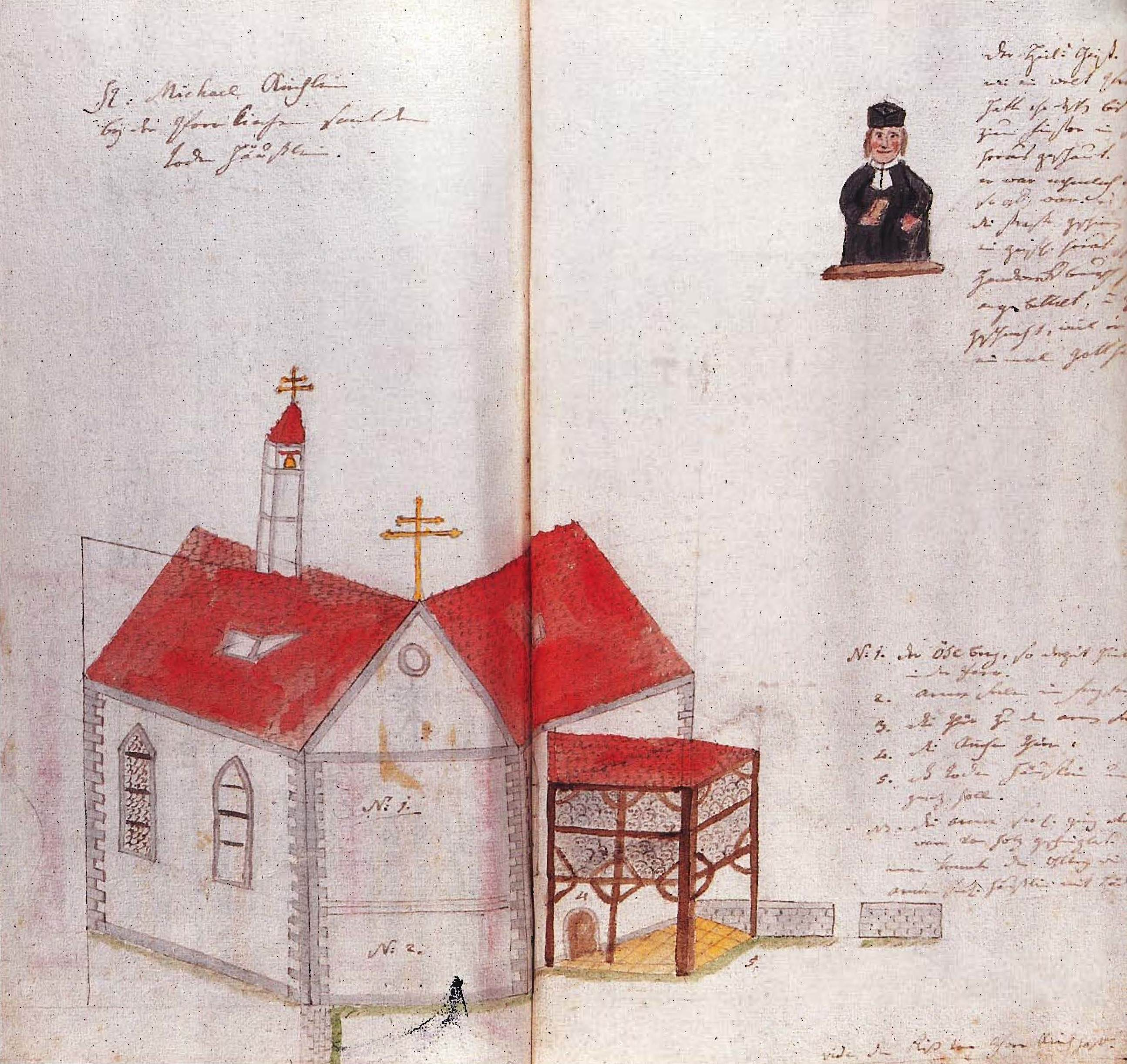
Michaelskapelle am Münster (abgebrochen)
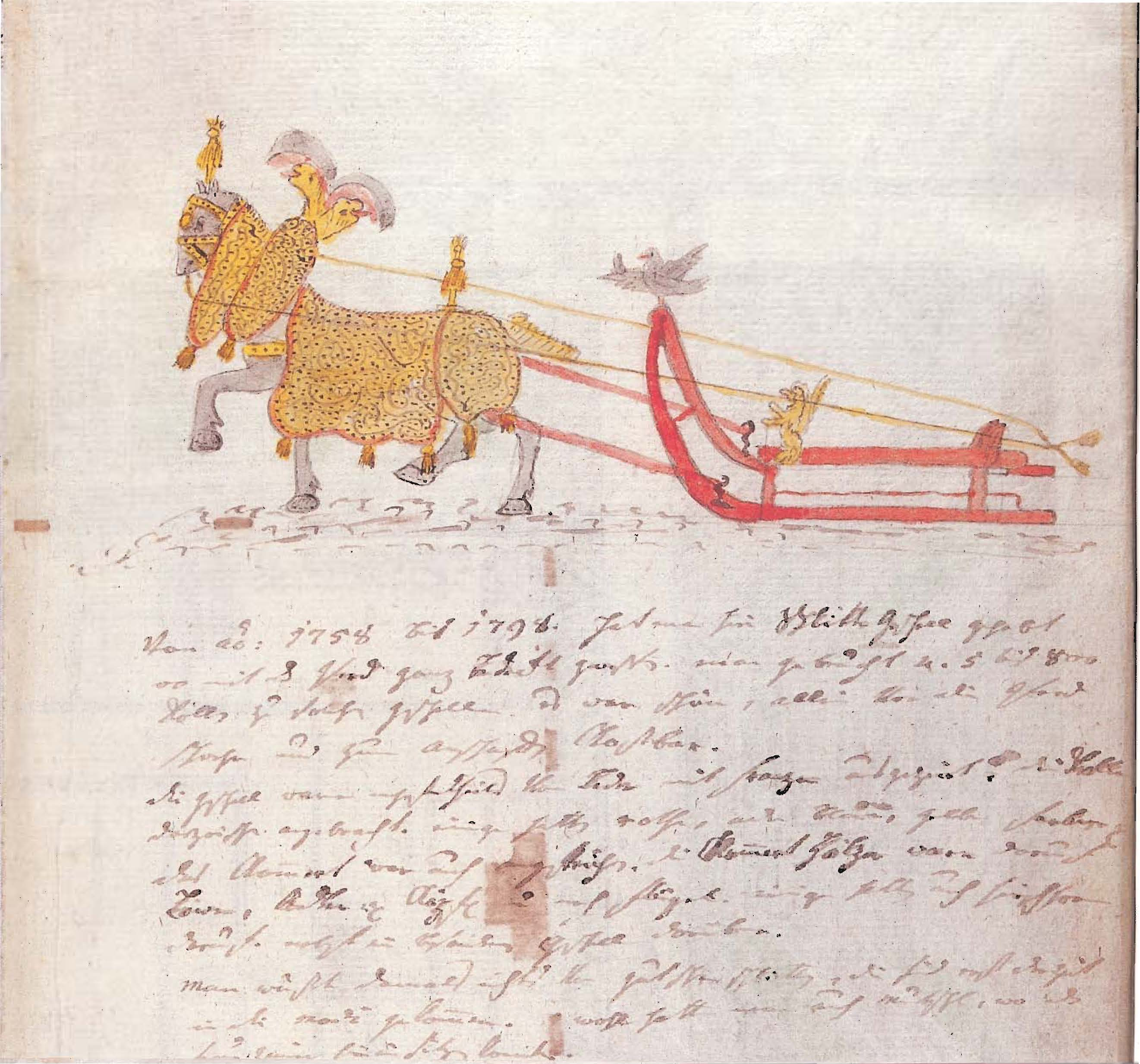
Prunkschlitten